# Girafa em Chamas
Girafa em Chamas (1937) pertence ao pintor espanhol Salvador Dalí, ícone do movimento artístico Surrealismo. O óleo sobre tela madeira tem 35 cm x 27 cm, e faz parte do acervo de mais de 1.500 quadros produzidos ao longo da carreira do pintor, que misturava sempre o real e o imaginário. Atualmente a obra se encontra do Museu das Belas Artes em Basileia - Suíça. 

## A Obra
A imaginação e a criatividade de Dalí produzem, nesta obra, uma atmosfera crepuscular, com um céu azul profundo. Há duas figuras fêmeas, como mulheres, uma gigantesca ocupando o centro do quadro e mais próxima, e outra à direita do observador mais ao longe. Do lado esquerdo, uma silhueta de girafa pega fogo, ao longe, próximo às montanhas que compõem o resto da paisagem. Apesar de estar no plano mais longe e em menor foco, é a girafa quem dá nome ao quadro. Embora esteja em chamas, a girafa está parada sem qualquer expressão corporal de dor. Toda a narrativa da obra se passa em algo que parece um deserto. 
As figuras femininas do quadro tem gavetas em seu corpo. As gavetas amarelas e abertas seguem uma sequência do peito às pernas e aparentam estar vazias (o que hoje é interpretado como uma abertura para obter novas informações e ainda, para transmiti-las ao próximo). Ambos indefinidos, as formas que se projetam de suas partes traseiras que são suportadas muletas - como objetos. As mãos, os antebraços e a cara da figura mais próxima são listrados para baixo, ao tecido muscular, abaixo da pele, uma figura está prendendo uma tira da carne.  